# Hotel Palacio de Kronberg

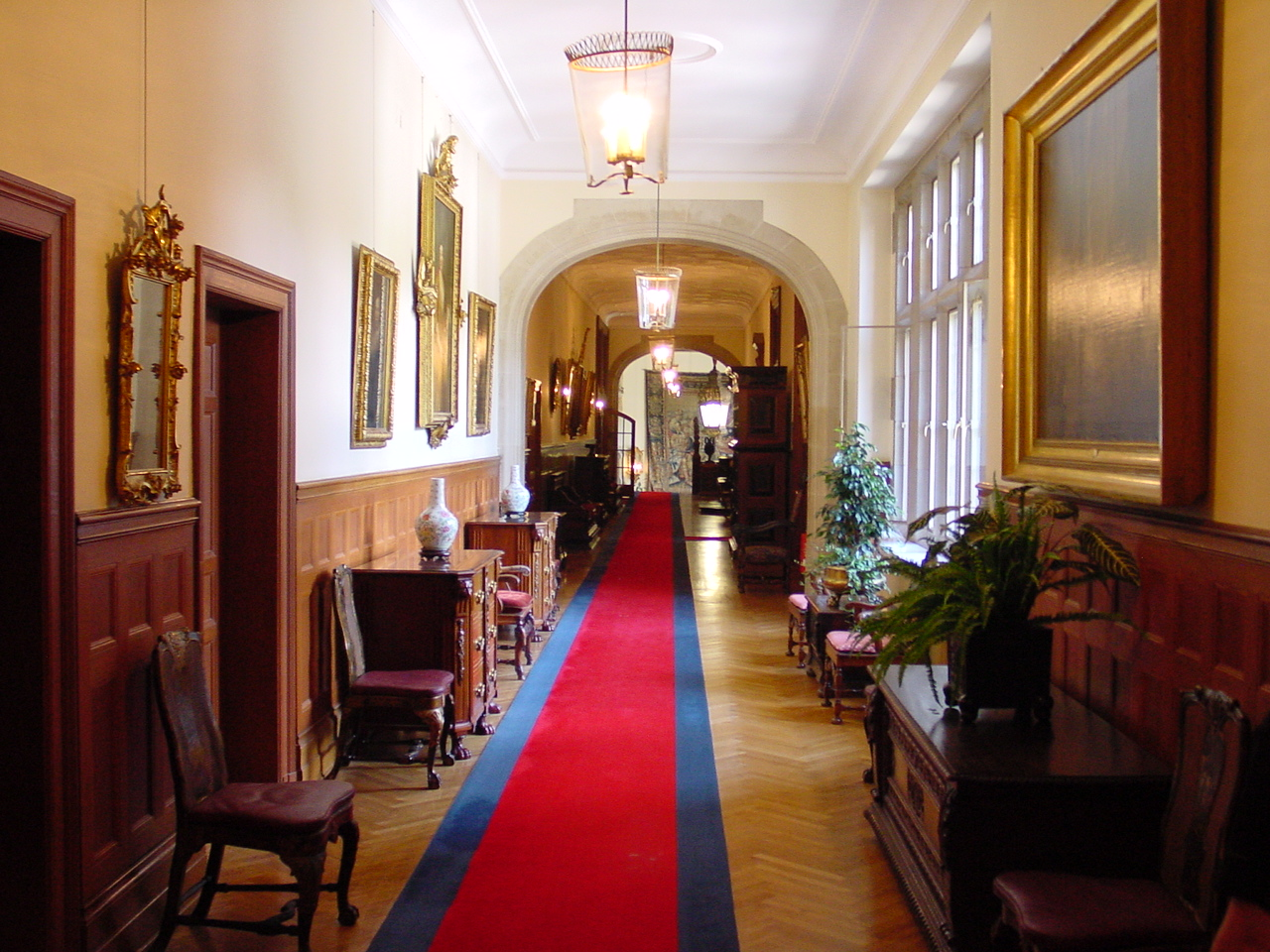
Pasillo principal del Hotel Palacio de Kronberg.

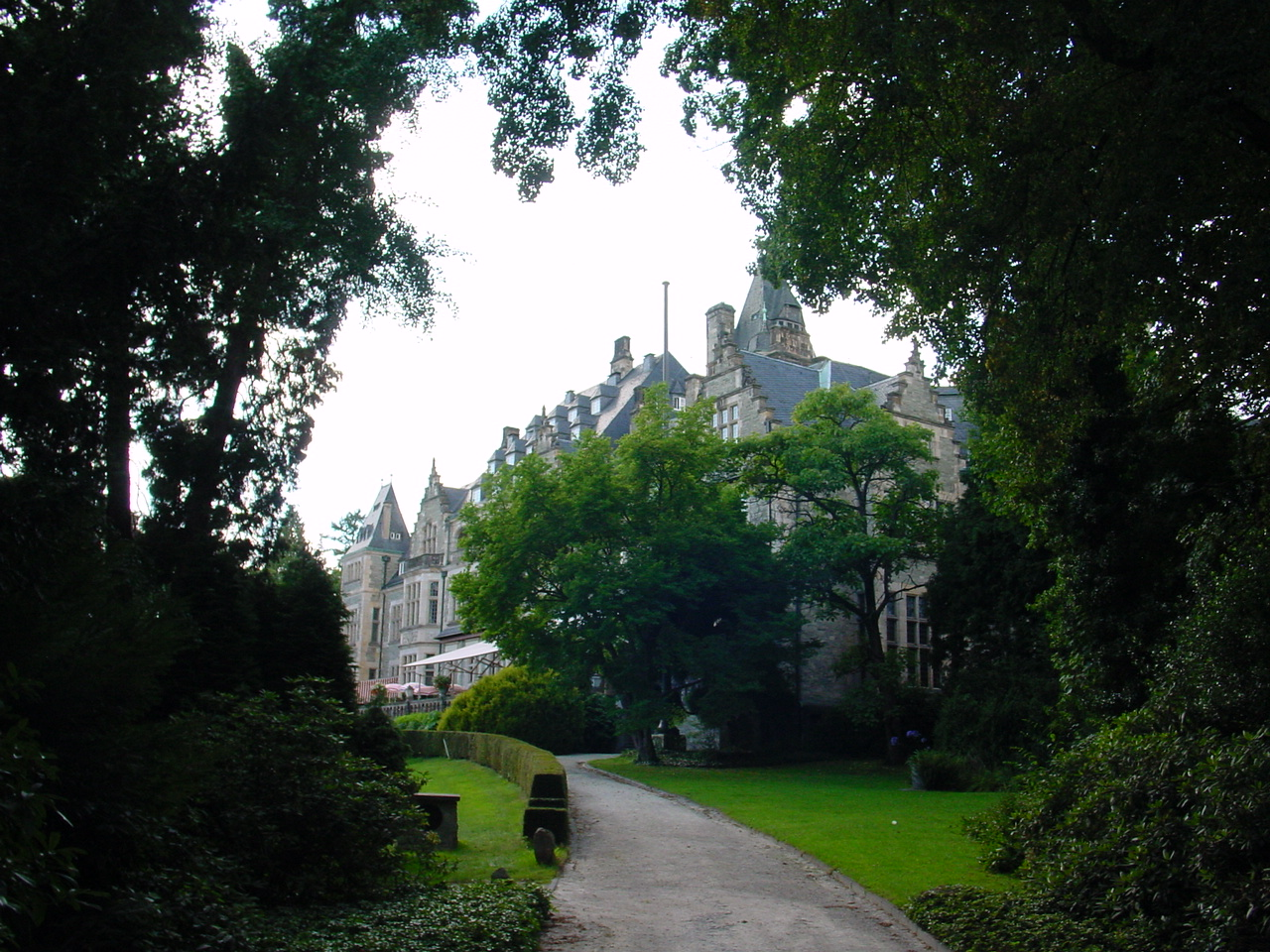
Vista trasera del Hotel Palacio de Kronberg.

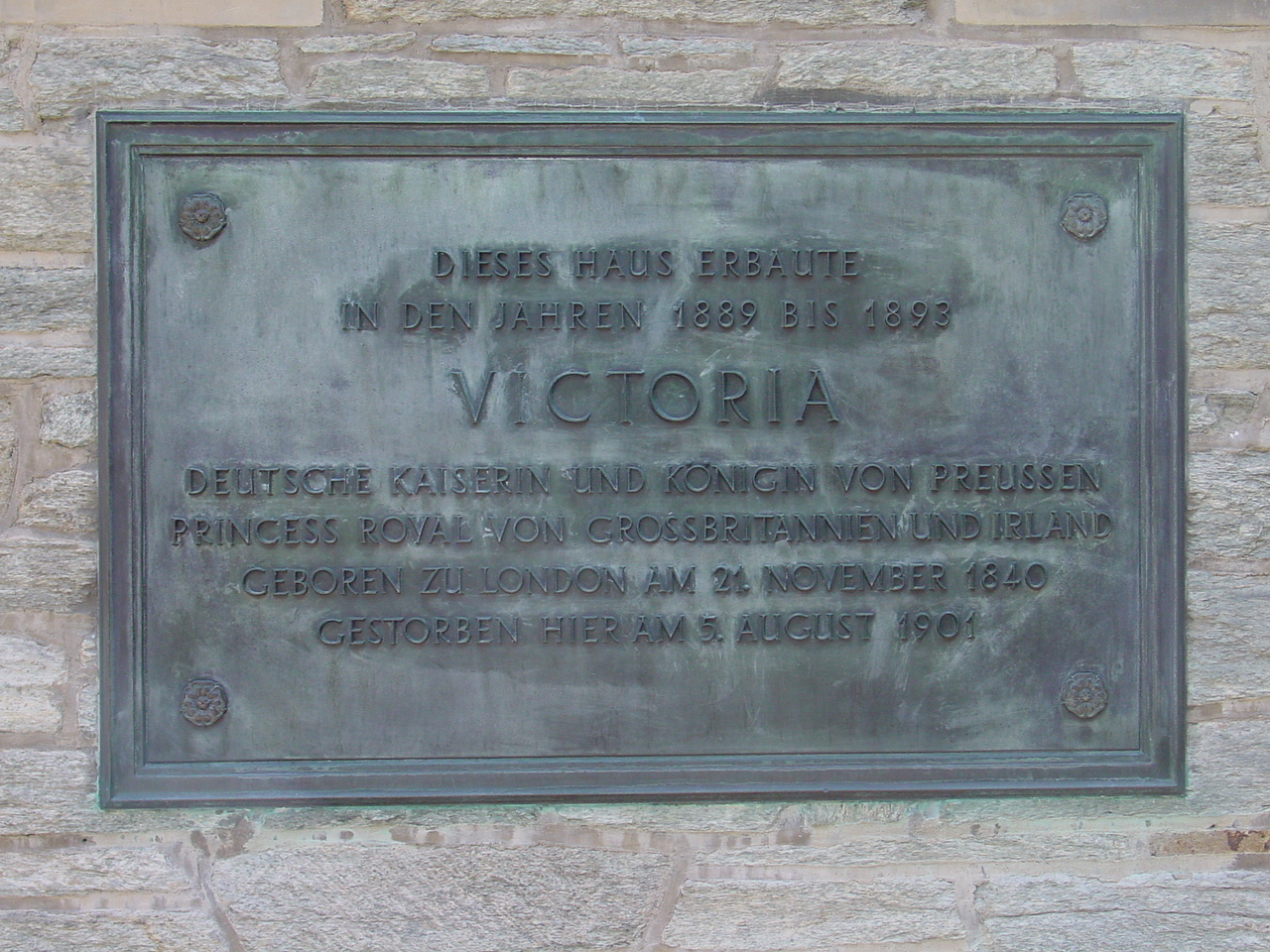
Placa en la fachada del Hotel Palacio de Kronberg.

El Hotel Palacio de Kronberg en Kronberg im Taunus, Hesse, es un hotel construido entre 1889 y 1893 por la viuda emperatriz alemana Victoria y originalmente llamado Palacio Friedrichshof en honor a su difunto marido, el Káiser Friedrich III.
La emperatriz pasó la mayor parte del tiempo en el palacio hasta su muerte en 1901, cuando fue heredado con todo su contenido, colección de arte y correspondencia de la emperatriz, por la hija menor de la emperatriz, la princesa Margarita de Prusia, Landgravina de Hesse.
Después de la Segunda Guerra Mundial, Friedrichshof sirvió como un club de oficiales por las autoridades militares durante la ocupación americana. Wolfagang, hija de la princesa Margarita, temiendo por las joyas de la familia, las había enterrado en un subsótano del palacio. El 5 de noviembre de 1945, la directora del club, la capitana Kathleen Nash, descubrió las joyas y conjuntamente con su futuro marido, el coronel Jack Durant, y el mayor David Watson, robaron el tesoro y sacaron las joyas fuera de Alemania. A principios de 1946, la princesa Margarita descubrió el robo cuando la familia quiso usar las joyas para la boda de la princesa Sofía, quien se preparaba para casarse de nuevo. La princesa Sofía y la landgravina Margarita denunciaron los hechos a las autoridades de Fráncfort; los culpables fueron encarcelados en agosto de 1951. Solo el 10 por ciento de lo que había sido robado fue recuperado y devuelto a la familia Hesse.
En la actualidad el palacio es un hotel de cinco estrellas que pertenece, conjuntamente con el parque acompañante, a la Casa de Hesse. Parte de los muebles originales, así como piezas de arte de la colección de la emperatriz, todavía se hallan presentes en el hotel, junto con su extensa biblioteca personal. Los terrenos albergan un campo de golf de 18 hoyos y un parque público.